# トクスン県
トクスン県（トクスン-けん、ウイグル語：توقسۇن ناھىيىسى、中国語：托克逊县）は、中華人民共和国新疆ウイグル自治区トルファン市に位置する県。

## 歴史
- 1886年（光緒12年）、トクスンは吐魯番直隷庁の西郷に分類された。
- 1936年（民国25年）、トクスン県設置、焉耆行政区管轄の行政区となった。
- 1938年（民国27年）、迪化行政区管轄の行政区となった。
- 1958年、新疆ウイグル自治区の直轄区となった。
- 1970年、ウルムチ市管轄の行政区となった。
- 1975年、トルファン地区管轄の行政区となった。県政府はトクスン鎮に置かれた。
- 2015年、トルファン地区を廃止しトルファン市を設立、トルファン市管轄の行政区となった。

## 行政区画
7鎮、1郷を管轄：
- 鎮：トクスン鎮（託克遜鎮）、キュミュシ鎮（庫米什鎮）、克爾鹸鎮、阿楽恵鎮、イランリク鎮（伊拉湖鎮）、シャハ鎮（夏鎮）、ボスタン鎮（博斯坦鎮）
- 郷：郭勒布依郷

## 観光
- 古代トルファン盆地軍事防御遺跡